# Nicolas Roldan
Nicolas „Nic“ Roldan (* 4. Dezember 1982 in Buenos Aires, Argentinien) ist ein US-amerikanischer Polospieler, mit einem Handicap von 9. Er zählt zu den besten Spielern der Welt und gilt als bester amerikanischer Spieler.

## Leben
Roldan wurde als Sohn eines Argentiniers und einer Deutschen in Buenos Aires geboren und wuchs in Wellington (Florida) auf.
Er besitzt sowohl die argentinische als auch die US-amerikanische und die deutsche Staatsangehörigkeit.
1990, mit nur 8 Jahren, spielte er sein erstes Polospiel. Roldan war der jüngste Spieler, der die US Open Polo Championship gewinnen konnte; damals war er 15 Jahre alt. Nics Vater Raul Roldan war ebenfalls Poloprofi und spielte viele Jahre im Team des Sultans von Brunei.
Neben dem Polo arbeitet Nicolas Roldan seit 2009 für eine Modelagentur und ist Markenbotschafter eines Uhren- und Schmuckherstellers. 2009 wählte ihn die Zeitschrift Vanity Fair unter die zehn heißesten Polospieler der Welt.

## Karriere

### 2010
- Er spielte in der Episode Kourtney und Khloe Take Miami.
- Er machte seine ersten Einzelfotoshootings mit GQ Taiwan und Vanity Fair.
- Covermodell des Hamptons Magazine.
- Er spielte für Tupungato in New York und Orchard Hill in Aiken Certified.
- Er war Kapitän von Prinz Harry’s Charity-Team, Sentebale auf Governors Island.

### 2009
- Im Februar 2009 vertrat er die USA im Westchester Cup im Palm Beach International Polo Club in Wellington (Florida) gegen England.[5]
- Sein Handicap wird auf 9 erhöht.
- Die Zeitschrift Vanity Fair wählte ihn unter die zehn heißesten Polospieler der Welt.[6]
- Er unterzeichnete einen Vertrag mit der Modelagentur Wilhelmina.

### 2007
- Zum zweiten Mal Sieger des Pacific Coast Open

### 2006
- Gewinn der Camara de Diputados von Argentinien.
- Sein Handicap wird auf 8 erhöht.

### 2005
- Sein Handicap wird auf 7 erhöht.

### 2004
- Gewinn des Melbourne Cup in Australien.

### 2001
- Gewinn des Pacific Coast Open.
- Gewinn des Bronze und Gold-Cups in Sotogrande, Spanien.

### 1999
- Gewinn des Gold Cup von Amerika

### 1998
- Er spielt im prestigeträchtigen US Open Polo Championship Finale.
- Gewinn der Texas Open.
- Nic wird „Nachwuchsspieler des Jahres“.
- sein Handicap wird von 0 auf 3 erhöht.